# Tótszerdahely, Zala
Tótszerdahely (în croată Serdahelj) este un sat în districtul Letenye, județul Zala, Ungaria, având o populație de 1.155 de locuitori (2011).

## Demografie
Componența etnică a satului Tótszerdahely
     Croați (53,23%)
     Maghiari (45,31%)
     Romi (1,46%)
Componența confesională a satului Tótszerdahely
     Romano-catolici (76,1%)
     Fără religie (1,21%)
     Necunoscută (22,34%)
     Reformați (0,35%)
     Alte religii (0,43%)
Conform recensământului din 2011, satul Tótszerdahely avea 1.155 de locuitori. Din punct de vedere etnic, majoritatea locuitorilor (53,23%) erau croați, existând și minorități de maghiari (45,31%) și romi (1,46%).  Din punct de vedere confesional, majoritatea locuitorilor (76,1%) erau romano-catolici, cu o minoritate de persoane fără religie (1,21%). Pentru 22,34% din locuitori nu este cunoscută apartenența confesională.